# Die Lyra
Die Lyra war eine österreichische Zeitschrift, die zwischen 1877 und 1909 in Leipzig und Wien erschien. Sie kam zweimal im Monat heraus und führte zuerst den Titelzusatz Wiener allgemeine Zeitung für die literarische und musikalische Welt, danach Allgemeine deutsche Kunstzeitschrift, für Musik und Dichtung. 1881 übernahm der böhmisch-österreichische Schriftsteller Anton August Naaff die Zeitung. Die Redaktion befand sich in der Herbeckstraße 52 in Wien. Nach ihrem Einstellen im Jahre 1909, ging die Zeitung in der Deutschen Sängerbundeszeitung auf.
Der Lyra-Chorverlag blieb weiterhin bestehen und wurde 1918 von Marianne Naaff-Eggerberg übernommen.